# Вильгельм VI (ландграф Гессен-Касселя)
Вильгельм VI Гессен-Кассельский (нем. Wilhelm VI. von Hessen-Kassel; 23 мая 1629, Кассель — 16 июля 1663, монастырь Хайна) — ландграф Гессен-Касселя в 1637—1663 годах из Гессенского дома.

## Биография
Вильгельм VI был старшим сыном ландграфа Гессен-Касселя Вильгельма V и его супруги, графини Ганау-Мюнценберг Амалии Елизаветы.
После смерти отца в 1637 году при малолетнем Вильгельме VI регентом была его мать — вплоть до 25 сентября 1650 года, когда молодой ландграф был объявлен совершеннолетним. Перед этим он совершает образовательную поездку по Европе. Во время регентства Амалии Елизаветы, в условиях Тридцатилетней войны, разразилась так называемая Гессенская война между Гессен-Касселем и Гессен-Дармштадтом за Верхний Гессен и Марбург. В 1648 году эта война окончилась победой Гессен-Касселя.
После восшествия на трон Вильгельм VI вёл довольно скромный и экономный образ жизни. После окончания Большой войны он заботится в первую очередь об улучшении образования в его землях — по его указанию расширяются университеты в Марбурге и в Ринтельне, открываются новые учебные заведения. Незадолго до своей смерти, в 1658 году, Вильгельм VI вступает в Рейнский союз князей, направленный против Австрийской империи. Вильгельм VI скончался вследствие травмы, полученной во время охоты.

## Семья
В 1649 году Вильгельм VI вступает в брак с принцессой Гедвигой Софией Бранденбургской (1623—1683), дочерью курфюрста Георга Вильгельма и Елизаветы Шарлотты Пфальцской. В этом браке родились дети:
- Шарлотта Амалия Гессен-Кассельская (1650—1714), замужем за королём Дании и Норвегии Кристианом V.
- Вильгельм (1651—1670), ландграф Гессен-Касселя
- Луиза (1652)
- Карл (1654—1730), ландграф Гессен-Касселя
- Филипп (1655—1721), ландграф Гессен-Филиппсталя
- Георг Гессен-Кассельский (1658—1675)
- Елизавета Генриетта (1661—1683), замужем за королём Пруссии Фридрихом I.

После смерти мужа Гедвига София правила страной в качестве регента от имени её несовершеннолетнего сына Вильгельма VII.